# Ризаев, Ирек Евгеньевич
Ирек Евгеньевич Ризаев (род. 1 октября 1997, Казань) — российский BMX-райдер, постоянный участник международных и российских соревнований, многократный победитель и призер состязаний по BMX-фристайлу. Входит в состав сборной России по BMX-фристайлу.
Чемпион России по BMX-фристайлу 2016 и 2017.
Первый российский спортсмен, принявший участие в 2017 году в BMX соревнованиях Nitro World Games, организованных компанией Nitro Circus.

## Биография
Родился 1 октября 1997 в Казани. Начал кататься на BMX в 2009 году в возрасте 12 лет. В 2010 впервые принял участие в BMX соревнованиях в Казани, получил «приз за талант». С 2011 года Ирек начал активно участвовать в российских гонках, в частности он выступил на первом официальном Чемпионате России по BMX в Красноярске. С 2014 года участвует в международных стартах — Simple Session, The Bowl и других.
С 2015 года Ирек учится в Казанском национальном исследовательском технологическом университете (КНИТУ) по специальности «экономист».

## Личные рекорды
Первый в мире сделал трюки:
- 360 WHIP TO BAR TO OPO WHIP[10]

360 тейл вип на барспин на опозит тэйл вип — сложнейшая комбинация трюков — во время разворота на 360 градусов райдер прокручивает раму вокруг своей оси, ловит ее, прокручивает руль вокруг своей оси, после прокручивает раму в обратную сторону. Трюк сделан в 2016 году.
- QUINT WHIP[11]

Пятерной тэйлвип — пять оборотов велосипеда вокруг своей оси в воздухе. До Ирека рекорд в 4 тэйлвипа держался около 10 лет. Трюк сделан в 2017 году.